# Hydralazyna
Hydralazyna (łac. Hydralazinum) – lek rozluźniający mięśniówkę gładką naczyń krwionośnych, dzięki czemu wykazuje działanie hipotensyjne (obniża ciśnienie tętnicze krwi). Ostatnie badania wykazały jej działanie neuroprotekcyjne, ponieważ chroni przed niszczącym działaniem akroleiny wydzielanej przez uszkodzone neurony (po udarze mózgu, w chorobie Alzheimera, Parkinsona).

## Niektóre działania niepożądane[4]
- ból kończyny górnej, pleców lub żuchwy
- dyskomfort lub ból w klatce piersiowej
- kołatanie serca
- mdłości
- poty
- toczeń rumieniowaty polekowy (rzadko)